# Giro della Provincia di Reggio Calabria 1993
Il Giro della Provincia di Reggio Calabria 1993, cinquantaquattresima edizione della corsa, si svolse il 27 febbraio 1993 su un percorso di 191,5 km, con partenza da Saline Joniche e arrivo a Reggio Calabria. La vittoria fu appannaggio dell'italiano Fabiano Fontanelli, che completò il percorso in 5h24'24", alla media di 35,57 km/h, precedendo i connazionali Stefano Allocchio e Silvio Martinello.

## Ordine d'arrivo (Top 10)
| Pos. | Corridore           | Squadra                           | Tempo    |
| ---- | ------------------- | --------------------------------- | -------- |
| 1    | Fabiano Fontanelli  | Navigare-Blue Storm               | 5h24'24" |
| 2    | Stefano Allocchio   | Lampre-Polti                      | s.t.     |
| 3    | Silvio Martinello   | Mercatone Uno-Mendeghini-Zucchini | s.t.     |
| 4    | Gianluca Bortolami  | Lampre-Polti                      | s.t.     |
| 5    | Rolf Järmann        | Ariostea                          | s.t.     |
| 6    | Bo Hamburger        | TVM-Bison Kit                     | s.t.     |
| 7    | Roberto Caruso      | ZG Mobili                         | s.t.     |
| 8    | Giuseppe Calcaterra | Amore & Vita                      | s.t.     |
| 9    | Marco Pantani       | Carrera Jeans-Tassoni             | s.t.     |
| 10   | Andreas Kappes      | Mecair-Ballan                     | s.t.     |